# Magnus Hestenes
Magnus Rudolph Hestenes (Bricelyn, 1906 — 31 de maio de 1991) foi um matemático estadunidense.
Juntamente com Cornelius Lanczos e Eduard Stiefel, inventou o método do gradiente conjugado.